# Anne-Marie Salmon-Verbayst
Pour les articles homonymes, voir Salmon.
Anne-Marie Salmon-Verbayst , née le 23 août 1950 à Fleurus est une femme politique belge wallonne, membre du Parti socialiste (PS).
Elle est employée au CPAS de Charleroi; syndicaliste FGTB.

## Fonctions politiques
- députée wallonne :
  - de 1995 à 1999